# Killerpilze
Killerpilze est un groupe de pop rock allemand, originaire de Dillingen, près de Munich. Composé de trois membres, il est formé en 2002.

## Biographie

### Débuts (2002–2005)
Killerpilze est formé en octobre 2002 à Dillingen par quatre lycéens. Johannes Halbig (chant, né le 30 juillet 1989), Maximilian Schlichter (guitare, né le 3 juillet 1988), Andreas Schlagenhaft (basse, né le 9 septembre 1988) et Fabian Halbig (batterie, né le 23 décembre 1992) qui devait être un membre provisoire. 
Le groupe compose alors des chansons en allemand, mais aussi en anglais, évoquant la vie quotidienne. À cette époque, le groupe n’a pas encore de nom. C’est Fabian Halbig (batteur) qui le trouvera quelque temps plus tard lors d’une soirée pizza. En effet, il avait commandé une pizza aux champignons et voyant la taille de ceux-là s’écria « Ce sont des champignons* tueurs** !! » (*Pilze **en allemand ; Killer en anglais) ce qui a fait rire les autres membres qui ont décidé d’appeler le groupe ainsi,.  
Le 7 juillet 2004, le groupe enregistre leur tout premier album appelé Von vorne durch die Punkallee. Cependant, la qualité sonore n’est pas très bonne. Ils continuent à jouer dans de petites salles et acquièrent une notoriété de plus en plus forte. C’est d’ailleurs pendant l’un de leur concert qu’ils se font remarquer par Universal Music. 

### Période Universal (2005–2009)

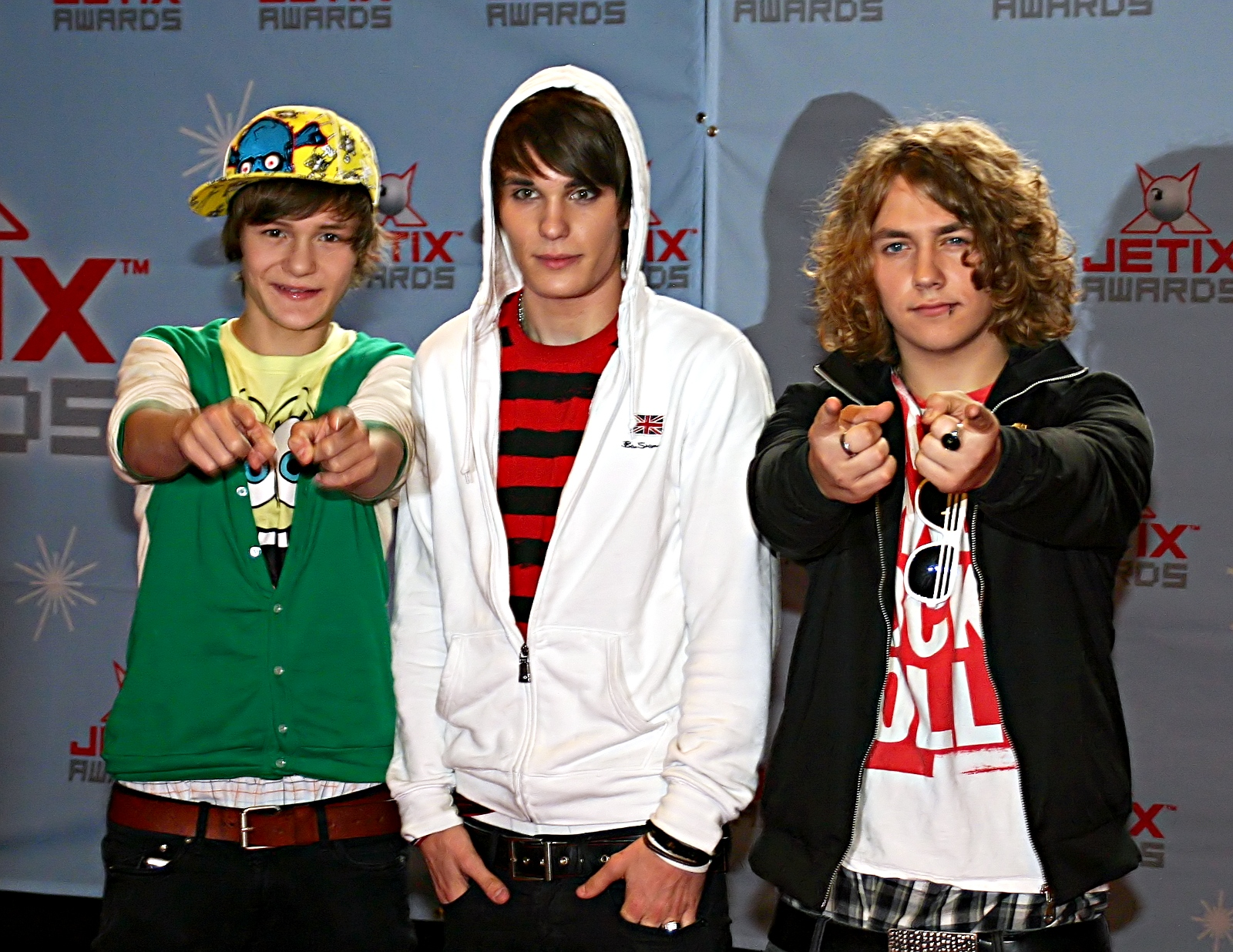
Killerpilze aux Jetix Awards de [(Berlin]), en 2008.

En 2005, le groupe enregistre et sort donc son premier album studio, intitulé Invasion der Killerpilze qui s'écoule à 180 000 exemplaires. Ils partent sur les routes allemandes pour défendre ce premier album et sont de plus en plus médiatisés. À la fin 2006 et début 2007, le groupe s’enferme dans un chalet à la campagne afin d’écrire, composer et mettre en forme leur prochain album. Ils se retrouvent ensuite en studio pendant les week-ends et les vacances pour enregistrer celui-ci. Le 27 juillet 2007 sort Mit Pauken und Raketen, le deuxième album qui se place à la 14e place dans les charts allemands. Pour la première fois, des instruments tels que la trompette ou le piano sont utilisés. Une nouvelle fois, le groupe part en tournée mais cette fois-ci elle est européenne. Le groupe joue en Allemagne, mais également en France, en Belgique, en Autriche, en Pologne, en République tchèque, en Russie et aux Pays-Bas. 
En mars 2007, Schlagi décide de quitter le groupe pour se concentrer sur ses études. Benni, qui est un ami du groupe, prend alors sa place pour jouer en live mais n’est pas reconnu comme membre officiel du groupe. C’est Mäx qui assure la basse en studio. Jo, Fabi et Mäx s’engagent en politique en rejoignant Kein Bock auf Nazis qui est une organisation qui lutte contre le nazisme et le racisme et qui milite pour les droits politiques. Ils s’engagent également dans une action humanitaire appelée Punk macht Schule qui a pour but de récolter de l’argent pour construire une école en Éthiopie. Ainsi, avec leurs fans, ils réunissent 250 000 € et le projet aboutit. Après de très nombreux concerts et plusieurs évènements tels que la sortie, le 29 août 2008, du single Verrockt qui est la bande originale allemande du film Camp Rock dans lequel les Jonas Brothers jouent, le groupe fait une pause, mars perd son contrat avec Universal Music. 
Entre-temps, Fabi devient acteur pour les trois volets du film Vorstadtkrokodile, Mäx et Jo deviendront des compositeurs reconnu, et Jo devient mannequin pour la marque autrichienne de vêtements et d’accessoires Tanabu et intègre l’agence de mannequin Rockstar Models. De plus, fort du succès du projet Punk macht Schule. Le groupe se lance dans un autre projet nommé Generation Abc 2015 qui a le même but que la précédente action. Cependant ils ne sont plus seuls dans ce projet, Sara Nuru (top modèle) et Klass (animateur) se sont joints à eux. De plus, dans ce projet, ce sont les élèves des écoles participantes qui récoltent l’argent.

### Indépendant (2010–2012)

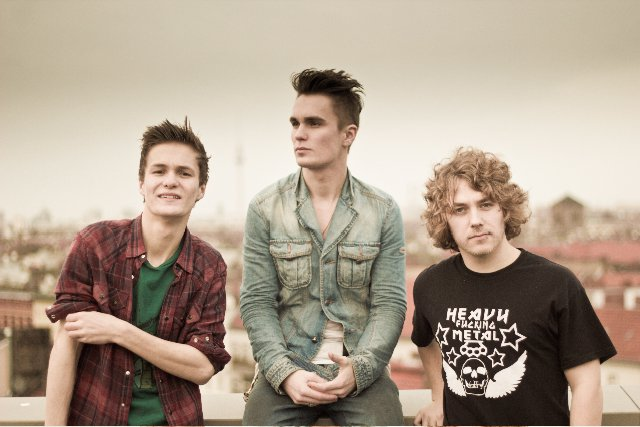
Killerpilze en 2010.

Avec l’expérience acquise tout au long de ces années, les garçons décident de créer leur propre label Killerpilzerecords, et retournent en studio pour enregistrer leur troisième album avec l’aide de Corni Bartls. Le 12 février 2010, leur premier single Drei émanant de leur troisième album intitulé Lautonom est publié à 3 333 exemplaires. Ce nouvel album, sorti le 26 mars 2010, tourne autour du chiffre 3 représenté par le nombre de membres dans le groupe et le nombre d’albums sorti par le groupe. Leur maturité musicale se fait ressentir, les chansons sont variées et passent ainsi du punk rock au « metal » sans oublier les ballades. Les trois garçons exclament alors le fait qu’ils ne sont plus un groupe de musique d’adolescents, mais un vrai groupe de rock qui est responsable de son destin. 
À la fin 2010, le groupe retourne en studio pour enregistrer leur quatrième album Ein Bisschen Zeitgeist, dont la sortie est prévue en mars 2011. Dans ce nouvel album, on découvre plus d'influence au son électronique, ainsi qu'un plus grand accès au métal. À la suite de cet album, le groupe fait une tournée qui les conduit en Allemagne, en Autriche, en France et en Turquie,.

### Grell(2013–2015)

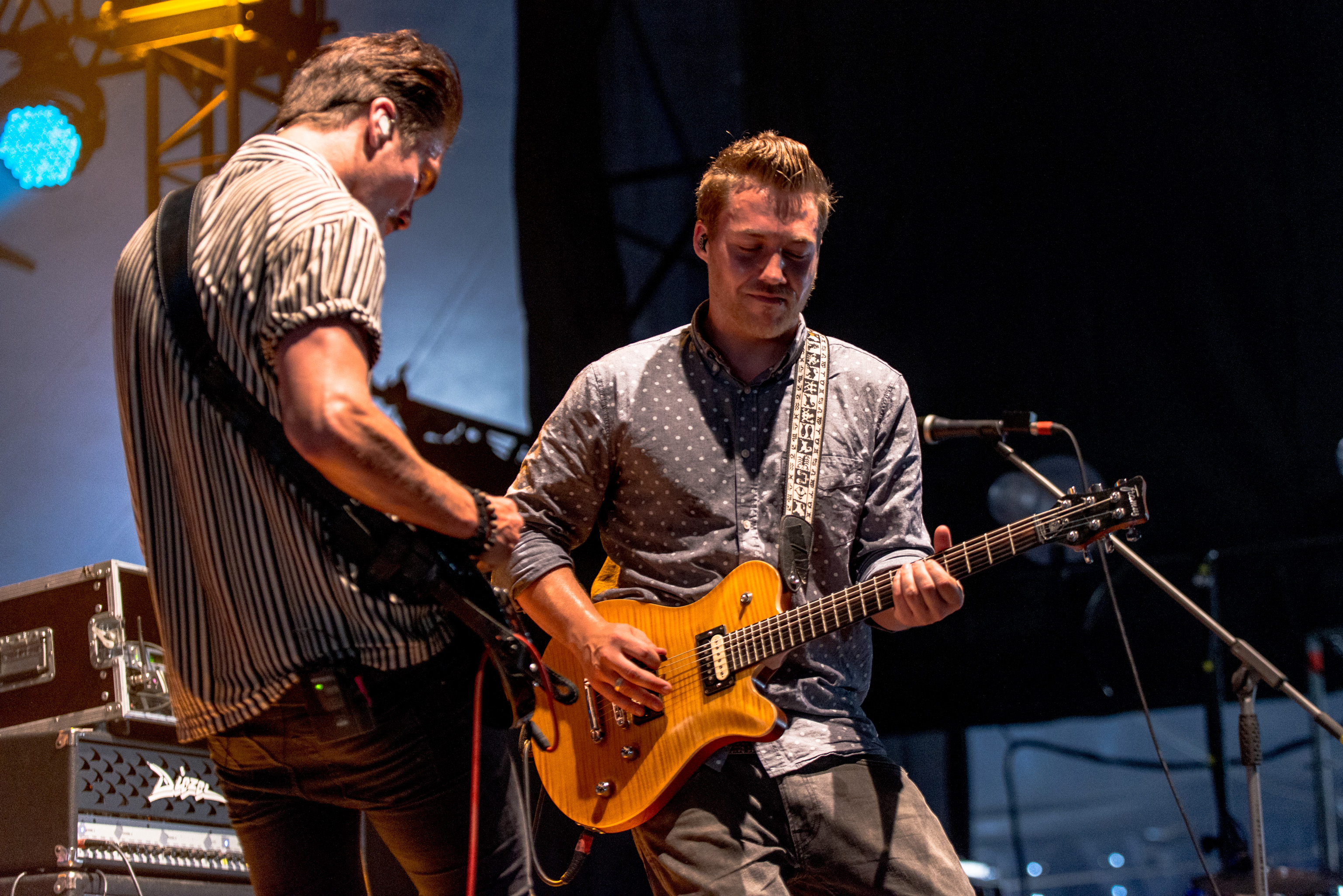
Johannes et Maximilian, en concert en 2015.

Pendant près de deux ans, le groupe travaillera sur son nouvel album Grell, qui signifie littéralement « éblouissant » en français. Cet album marque un tournant dans la carrière du groupe. Celui-ci est plus centré sur la qualité des textes, et pour se faire le groupe fait appel à un très grand rappeur allemand, Curse. Le groupe prend également la peine de construire des textes autobiographiques (comme Himmel II par exemple, un bel hommage au père des frères Halbig). Il s'ensuit le Grell Tour 2013 avec cinq dates en tout pour la France.
Le 1er février 2014, Killerpilze lance une campagne de financement participatif pour aider à financer leur cinquième album, le Zum KP der guten Hoffnung sur Startnext. Le groupe accompagne pendant l'été 2014 des groupes comme Madsen et Jennifer Rostock en tournée.

### Highet anniversaire de leur quinze ans (depuis 2016)
En 2016, sort leur cinquième album High, financé lors du financement participatif Zum KP der guten Hoffnung en 2014. Il est très bien accueilli par la critique, comme le prouve l'article du magazine en ligne Tonspion. S'ensuit une tournée de 80 dates en Allemagne, Autriche et France. Le 15 octobre, ils annoncent commencer un nouveau financement participatif pour leur permettre de créer un film pour leur 15e anniversaire. L'objectif de 35.000€ est largement dépassé et le groupe récolte 47.160€ pour son film. Le film, Immer Noch Jung - 15 Jahre Killerpilze sort en salles en Allemagne le 5 octobre. Il est réalisé par David Schlichter, le frère du guitariste Maximilian Schlichter et par le batteur, Fabian Halbig. Le 28 juin 2017, le film remporte le prestigieux prix du Süddeutsche Zeitung et le Prix du public lors du 35e Festival du film de Munich. Les premières critiques, comme celle du Süddeutsche Zeitung, sont très positives. Pour le promouvoir, ils entament une tournée des cinémas allemands à l'automne 2017.

## Membres

### Membres actuels
- Johannes « Jo » Halbig - guitare, basse, chant (depuis 2002)
- Fabian « Fabi » Halbig - batterie (depuis 2002)
- Mäximilian « Mäx » Schlichter - guitare, chœur (depuis 2002)

### Ancien membre
- Andreas « Schlagi » Schlagenhaft - basse (2002–2007)